# Holger Schön
Hjert Holger Schön (* 30. März 1910 in Solna; † 25. März 1980 in Stockholm) war ein schwedischer nordischer Skisportler.

## Werdegang
Schön, der für Djurgårdens IF startete, gewann 1930 seinen einzigen schwedischen Meistertitel im Skispringen im Einzel wie auch in der Mannschaft. Bei den Olympischen Winterspielen 1932 in Lake Placid startete er im Skispringen sowie in der Nordischen Kombination. Im Skispringen von der Normalschanze erreichte er dabei den 11. Platz und im Einzel der Kombination Platz 28.